# Durand (prénom)
Pour les articles homonymes, voir Durand.
Cette page présente le prénom Durand ainsi que ses variantes.
Durand est un prénom français.
- Pour l'ensemble des articles sur les personnes portant ce prénom, consulter :
  - la liste des articles dont le titre commence par ce prénom
  - les listes produites par Wikidata : Liste des personnes de prénom « Durand » — même liste en incluant les éventuels prénoms composés qui contiennent « Durand ».

## Personnalités désignées par ce prénom
- Durand, prince-évêque de Liège de 1020 à 1025
- Durand, évêque de Clermont de 1077 à 1095
- Durand de Troarn († 1088), moine bénédictin et théologien normand du XIe siècle
- Durand de Bredon, abbé de la Chaise-Dieu et évêque de Toulouse en 1059
- Durand de Clermont, abbé de la Chaise-Dieu et évêque d'Auvergne en 1077
- Durand de Beaucaire, Liste des évêques et archevêques d'Albi de 1228 à 1254
- Durand de Trésémines, évêque de Marseille de 1289 à 1312
- Durand d'Auvergne (signalé entre 1295 et 1329), traducteur et commentateur d'Aristote